# روبرتو براکو
روبرتو براکو (ایتالیایی: Roberto Bracco؛ ۱۰ نوامبر ۱۸۶۱ – ۲۰ آوریل ۱۹۴۳) یک نویسنده اهل پادشاهی ایتالیا بود.
او شش مرتبه نامزد دریافت جایزه نوبل ادبیات شده بود.
از فیلم‌ها یا مجموعه‌های تلویزیونی که وی در آن‌ها نقش داشته‌است می‌توان به گم‌گشته در تاریکی اشاره نمود.